# 里什堡
里什堡（法語：Richebourg，法語發音：[ʁiʃbuʁ] ⓘ）是法国上法兰西大区加来海峡省的一个市镇，属于贝蒂讷区。

## 地理
里什堡（50°34'45"N, 2°44'22"E）面积17.31 平方千米，位于法国上法蘭西大區加来海峡省，该省份为法国北部沿海省份，西北濒北海，南至索姆省，东临北部省。
与里什堡接壤的市镇（或旧市镇、城区）包括：拉戈尔格、拉库蒂尔、费斯蒂贝尔、拉旺蒂、莱特雷姆、洛尔日、新沙佩勒、维埃耶沙佩勒、维奥莱讷。

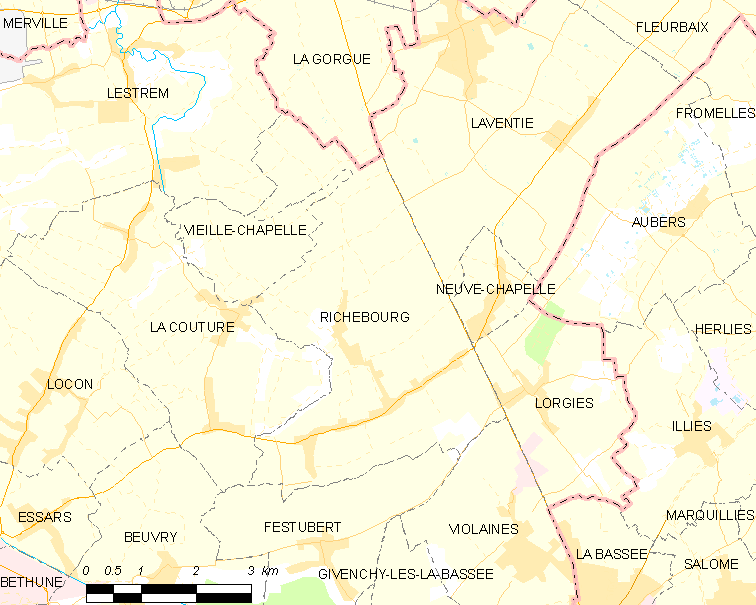
里什堡的OSM定位图

里什堡的时区为UTC+01:00、UTC+02:00（夏令时）。

## 行政
里什堡的邮政编码为62136，INSEE市镇编码为62706。

## 政治
里什堡所属的省级选区为伯夫里县。

## 人口

1962-2008年间里什堡人口变化图示

里什堡于2022年1月1日时的人口数量为2653人。